# Moro Anghileri
Mariana Anghileri (Junín, Buenos Aires; 14 d'abril de 1977) més coneguda com a Moro Anghileri, és una actriu i directora de teatre argentina. El seu nom artístic prové d'una forma col·loquial i abreujada de la paraula «morocha».
Va rebre el Premi Còndor de Plata 2005 a la revelació femenina pel seu paper en la pel·lícula Buena vida-Delivery.

## Treballs

### Cine
- Sábado (2001): Natalia
- Vida en Marte (2003):
- Nadar solo (2003): Mariana
- Buena vida-Delivery (2004): Pato
- Si no me ahogo (2004):
- Ronda nocturna (2005): Cecilia
- Medianeras (2005): Ella
- Lifting de corazón (2005): Delia
- El salto de Christian (2007): Lucía
- El pasado (2007): Vera
- A los ojos de Dios o Clarisa ya tiene un muerto (2008 Espanya): Clarisa
- Yo soy sola (2008): Inés
- Sangre del Pacífico (2008)
- Aballay (2010): Juana
- La corporación (2014): Luz
- Kryptonita (2015)
- El muerto cuenta su historia (2016): Lucila
- Nadie nos mira (2017)
- Mi mejor amigo (2018): Camila
- La casa de palos (2020) :Ilora
- Al tercer día (2021) :Cecilia
- Santa (2021)
- Vida comienza, vida termina (2021)
- Punto rojo (2021)

### Televisió
- Chiquititas (Telefe, 1998): Nora
- Gasoleros (El Trece, 1999): Paloma
- Tiempo final (Telefe, 2002): Luz
- Sangre fría (Telefe, 2004): Josefina
- Sin crédito Minisèrie (2005):
- Soy tu fan (Canal 9, 2006): Mia
- Sos mi vida (El Trece, 2006): La Cobra
- Mujeres asesinas (El Trece, 2006) Ep: Mercedes, virgen: Olga
- El pacto (América, 2011): Lidia Escudero (joven)
- Gigantes (Canal 12, 2011) Ep: "Pueblo Liebeg": Laura
- Amores de historia (Canal 9, 2012) Ep: Andrés y Leticia (1 de julio de 1974): Leticia
- Historia clínica (Telefe, 2013) Ep: Manuel Belgrano: "Ay, patria mía"
- Flor del Caribe (Rede Globo, 2013): Cristal
- Cromo (TV Pública, 2015): Érika
- Se trata de nosotros (Orbe 21, 2015) Ep: "Una aguja en un pajar" : Juana Pisque
- Nafta Súper (Space, 2016): Lu
- Campanas en la noche (Telefe, 2019): Sonia

### Teatre
- 1998: Mujeres de carne podrida (actriu)
- 2000: 3EX (directora)
- 2016: Deseo (Paula)
- 2017: El grifo, de Carlos Atanes (directora)[3]

## Premis
- Premis Cóndor de Plata 2005: Revelació femenina (Buena vida-Delivery)
- XVII Mostra de Cinema Llatinoamericà de Catalunya 2011: Millor actriu (Aballay)[4]
- Premis Sur 2012: Millor actriu (Aballay)[5]

| Any  | Premi                | Categoria        | Programa | Resultat |
| ---- | -------------------- | ---------------- | -------- | -------- |
| 2011 | Premis Martín Fierro | Millor Revelació | El pacto | Nominada |